# Paul McLean
Pour les articles homonymes, voir Paul MacLean (hockey sur glace) et Maclean.
Pas d'image ? Cliquez ici

b Matchs officiels uniquement.
Paul Edward McLean, né le 12 octobre 1953 à Ipswich (Queensland en Australie), est un ancien joueur de rugby à XV australien qui joue avec l'équipe d'Australie de 1974 à 1982. Il joue demi d'ouverture, arrière.

## Carrière
Il connaît sa première cape le 25 mai 1974 à l’occasion d’un match contre les All Blacks. Cette rencontre est également la dernière de son frère aîné, Jeff. Son dernier test match est contre l'équipe d'Écosse en juillet 1982. McLean a été une fois capitaine des Wallabies, c'est en mai 1980 contre l'équipe des Fidji. Il est actuellement le quatrième meilleur marqueur de points de tous les temps de l'équipe d'Australie, avec 260 points en carrière.

## Palmarès
- Nombre de tests avec l'Australie : 30
- Tests par saison : 3 en 1974, 4 en 1975, 7 en 1976, 1 en 1977, 4 en 1978, 5 en 1979, 1 en 1980, 5 en 1981 et 2 en 1982